# 도요노정 (나가노현)
도요노정(일본어: 豊野町)은 일본 나가노현 가미미노치군에 있던 정이다. 현재는 나가노시로 되어있으며 도요노 지구에 속한다. 2005년 1월 1일에 나가노시에 편입되었기 때문에 폐지되었다.

## 지리
도요노 정은 나가노현 북부에 위치한 정이다. 도요노역 주변부터 택지 정비가 확산되면서 주택지로 발전하였고 교외는 풍부한 토지를 이용하여 사과와 포도 생산이 활발하게 이루어져 일대 산지가 되고 있다.
1888년에 신에쓰 본선 도요노 역이 개업하자 나카노·고부세 방면으로부터의 신도가 개통되어 오쿠·기타시나노 지방의 현관문이 되었다. 또한 일명 애플라인이라 불리는 국도 18호가 동부를 종단하고, 연선에는 사과밭이 펼쳐져 가을에는 사과 따기를 즐길 수 있다.
도리이 강, 아사카와, 센고쿠 강으로 둘러싸여 있어 예로부터 수해에 시달려 왔다. 1995년 7.11 수해와 2019년 10월 2019년 동일본 태풍에서도 큰 피해를 입었다[5].한편, 예로부터 풍요로운 생활환경에 있었기 때문에 많은 유적이 남아있는

## 역사
- 1889년- 도요노촌, 이시촌, 난고촌이 합병해 가미고촌이 되었다. 같은해 아사노촌, 가니자와촌, 오쿠라촌, 가와타니촌이 합병해 도리이촌이 되었다.
- 1954년 7월 1일 - 도리이 촌·진고 촌이 합병해 도요노 촌이 성립하였다.
- 1955년 1월 1일 - 정으로 승격해 도요노정이 되었다.
- 1995년 7월 11일 - 집중호우에 의해 도리이 강이 범람, 강 주변 지역이 침수되다
- 2005년 1월 1일 - 나가노시에 편입되었다. 동일 도요노정은 폐지되었다.
- 2019년 10월 태풍 19호로 인접한 나가누마 지구의 센마가와 제방 붕괴와 지류 아사카와의 내수 범람으로 피해.일부 손괴 이상이 1041가구에 이르며 이 중 전파는 477가구로 나가누마 지구 다음으로 많았다.이치토요노 지소나 토요노 공민관도 재해.재해로부터 약 반년 후에 국가가 발표한 공시지가에서는 도요노의 주택지 하락률은 전년 대비 13·6%로 전국 1위가 되었다.

## 교통

### 도로
- 국도 18호선
- 국도 117호선

- 동일본 여객철도
  - 신에쓰 본선
  - 이이야마 선